# Nepolární molekula

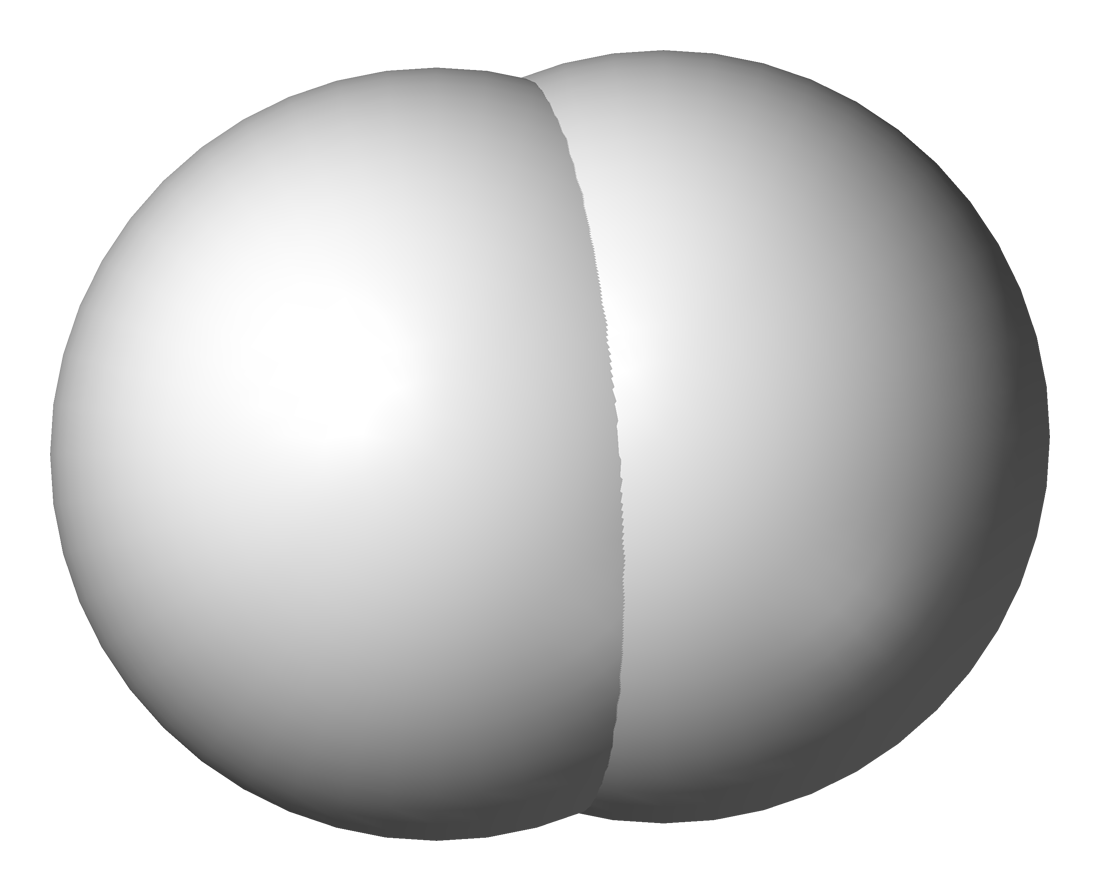
Nepolární molekula vodíku H_{2}

Nepolární molekuly jsou molekuly, které mají stálý a nulový dipólový moment, protože elektrický náboj je v nich rozložen symetricky. Tohoto stavu lze dosáhnout, jestliže má molekula pouze nepolární vazby nebo jsou polární vazby ve struktuře molekuly symetricky rozložené.

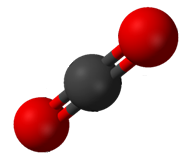
Nepolární molekula oxidu uhličitého CO_{2}

Zcela nepolární molekuly se skládají pouze z jednoho typu atomů. Za nepolární jsou považovány i molekuly složené z různých atomů, které mají rozdíl elektronegativit menším než 0,4.
V nepolárních molekulách je chemická vazba mezi atomy nejčastěji kovalentní. Taková vazba je založena na sdílení elektronů ve valenční sféře atomů tak, aby oba dosáhly podle oktetového pravidla struktury nejbližšího vzácného plynu.

## Elektrický náboj

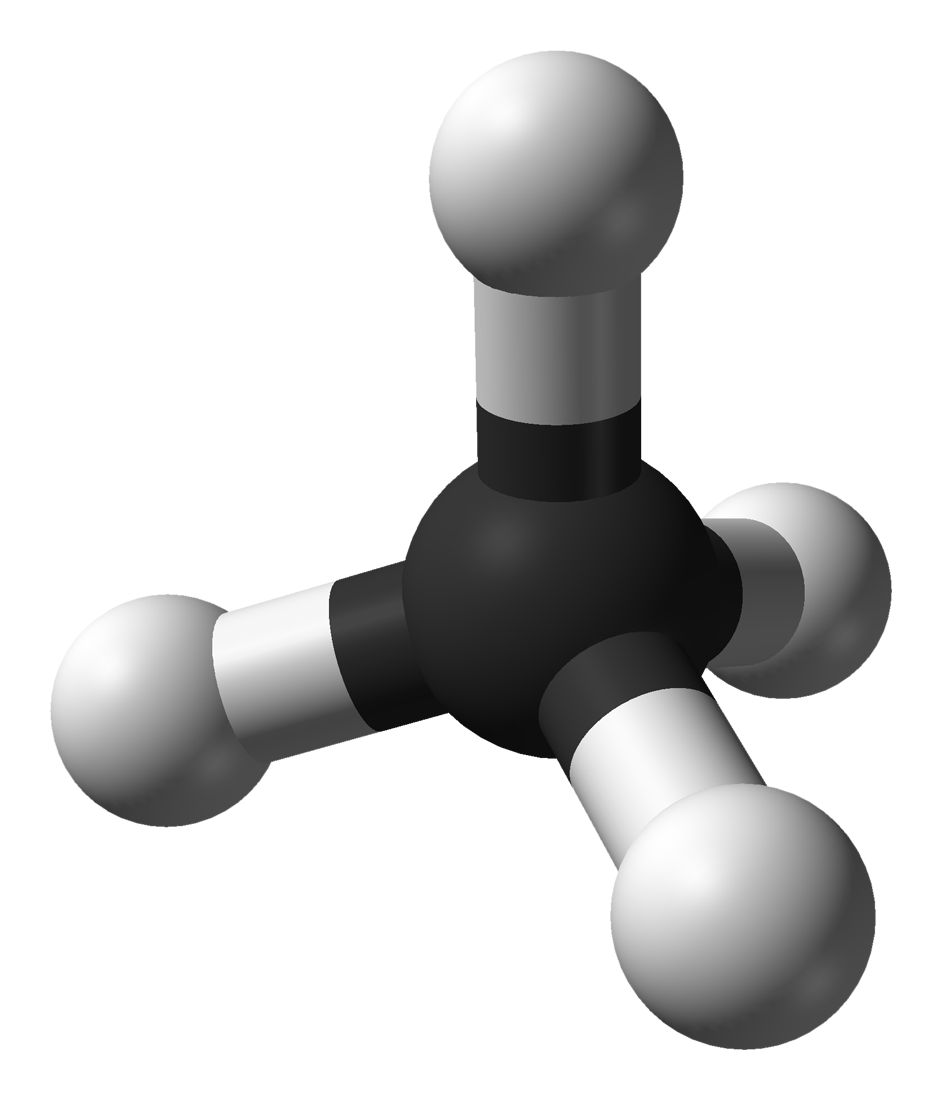
Nepolární molekula metanu CH_{4}

V nepolární molekule jsou vazebné elektrické náboje rovnoměrně rozloženy po celé molekule a nevznikají tak žádné kladné nebo záporné póly. Nepolární molekuly mají tendenci se dobře rozpouštět v nepolárních rozpouštědlech, kterými jsou nejčastěji  organická rozpouštědla.
V polární molekule je na jedné straně molekuly kladný elektrický náboj a na druhé straně negativní elektrický náboj. Polární molekuly mají tendenci se dobře rozpouštět ve vodě a jiných polárních rozpouštědlech.

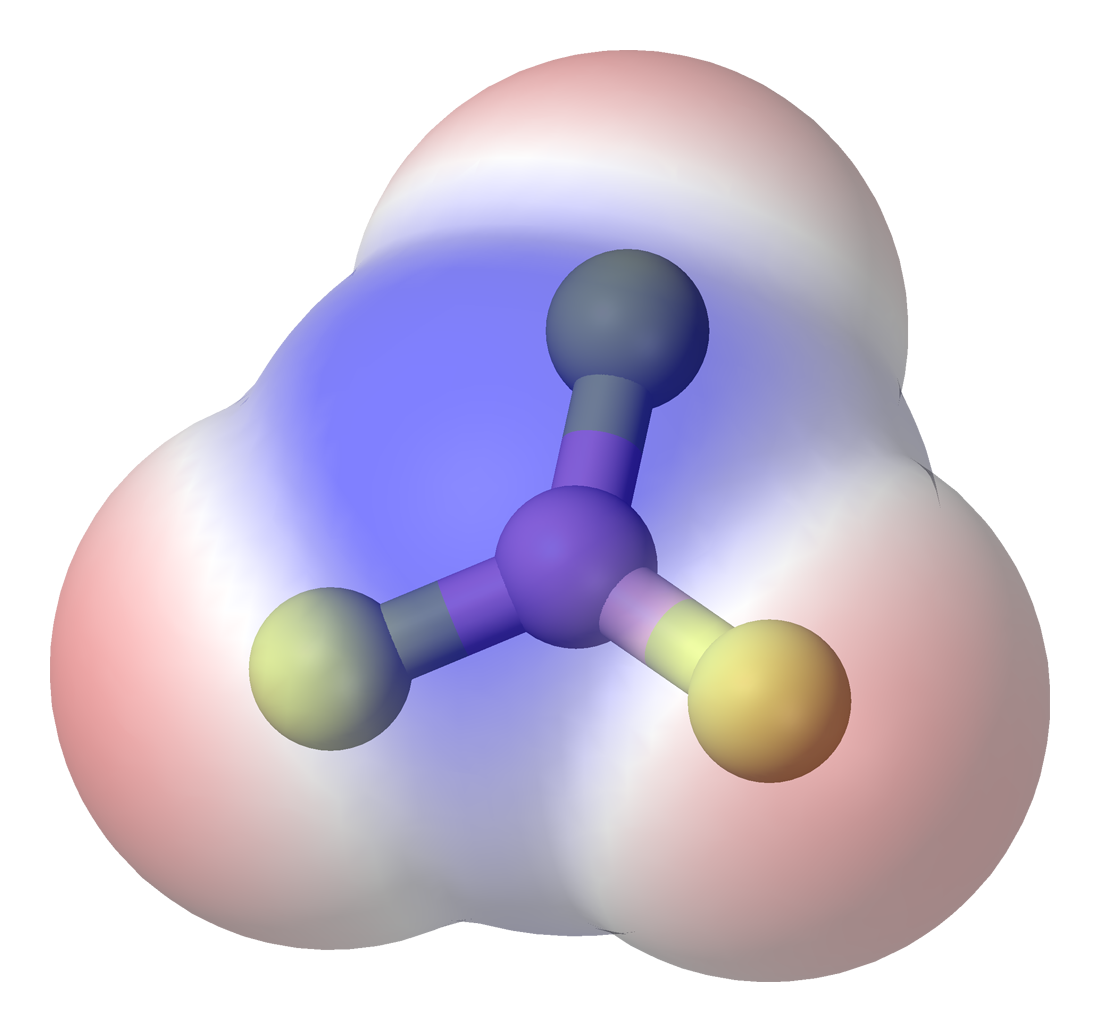
Nepolární molekula fluoridu boritého

Amfifily nebo amfifilní molekuly jsou velké molekuly, které mají polární i nepolární skupiny a jsou s nimi spojeny. To způsobuje, že jsou povrchově aktivní a snižují mezifázové napětí na rozhraní kapalina-kapalina. Využívají se při tvorbě stabilních emulzí nebo směsí vody a tuků.

## Dipólový moment
Měřítkem polarizace vazby v molekule je dipólový moment. Je to vektorová veličina popisující nesymetrické rozdělení elektrického náboje v molekule. Nepolární molekuly ho mají nulový. Jsou to molekuly, kde chemická vazba vzniká mezi stejnými atomy nebo se dipólové momenty atomů v molekule vzájemně vyruší.
Polární molekuly mají nenulovou hodnotu elektrického dipólového momentu a tvoří permanentní dipól.

## Elektronegativita
Afinita atomů k vazebným elektronům se obvykle vyjadřuje veličinou zvanou elektronegativita prvku. Konvenčně se za nepolární molekulu považuje molekula, kde je rozdíl elektronegativit atomů, ze kterých je složena, menším než 0,4. Ve složitějších molekulách může být rozložení hustoty vazebných elektronů v jednotlivých kovalentních vazbách výrazně ovlivněno indukčními nebo mezomerními efekty vyvolanými jinými částmi molekuly.

## Příklady nepolárních molekul
- Nepolárními molekulami jsou molekuly tvořené stejnými atomy – například vodík (H2), kyslík (O2), dusík (N2).
- Většina organických sloučenin uhlíku je složena z nepolárních molekul. Tyto molekuly mají takové složení a strukturu, že se dipólové momenty vzájemně vyruší. Například v metanu CH4 nebo tetrachlormetanu CCl4 jsou vazby uspořádány symetricky, takže mají nulový dipólový moment. Podle vzrůstající polarity lze organické sloučeniny seřadit: uhlovodíky – halogenderiváty uhlovodíků – ethery – terciární aminy – nitrosloučeniny – estery karboxylových kyselin – ketony a aldehydy – primární aminy – amidy – alkoholy a fenoly – karboxylové kyseliny – sulfonové kyseliny a další.
- Nepolární molekuly má například fluorid boritý (BF3), který má trigonální uspořádání tří polárních vazeb při 120°. Také benzen, cyklická sloučenina, kde se šest polárních vazeb vzájemně vyruší. Výsledkem je nulový dipólový moment molekuly.
- Nepolární molekulu má oxid uhličitý CO2, který má dvě polární vazby C=O v lineární geometrii. Výsledkem je nulový dipólový moment molekuly.
- Běžně používanými sloučeninami s nepolárními molekulami jsou tuky, olej nebo benzín. Většina nepolárních molekul je při pokojové teplotě nerozpustná ve vodě.